# 조선지질도
조선지질도(朝鮮地質圖)는 대전광역시 유성구, 한국지질자원연구원에서 소장하고 있는 지질도이다. 2014년 9월 2일 국가등록문화재 제603호로 지정되었다.

## 개요
조선지질도는 한반도를 구성하는 지층의 층서적 관계, 지질구조, 암석, 광물, 화석 등 다양한 특성의 지질관련 정보들이 기록되어 있어, 한반도의 지질조사와 지질도 작성의 기념물적 가치를 지니고 있다. 이 지질도를 통해 일제 강점기 당시의 한반도의 자연환경과 지질노두의 실태를 파악할 수 있으며, 특히 이 지질도에 표시되어 있는 각종 광산과 화석 산지에 대한 정보는 국내 부존자원 조사와 지질유산 보존에 매우 중요한 기초자료가 되고 있다.
조선지질도가 비록 일본인에 의하여 일본어와 영어로 제작되어 있지만 지질학이 도입되고, 한국에서 지질학과 자원공학(지하자원 개발)이 발전되는 계기를 마련하게 되었으며, 아직도 한국에서 지질도가 발행되지 않은 지역은 조선지질도를 활용하고 있다. 따라서 1:50,000 조선지질도는 학술적인 귀중한 자료가 되고 있다.
조선지질도는 근대 학문의 하나인 지질학을 기념하거나 상징하는 가치가 있으며, 지질 탐사와 같은 기술의 발전 등 그 시대를 이해하는 데 중요한 가치를 지니고 있다.

## 세부 내역
| 번호 | 지질도명 (축적)            | 발행처                    | 발행년도 | 크기 (cm) | 지역                                       |
| 1    | 조선지질도 1집 (1:50,000)  | 조선총독부 지질조사소[편] | 1924     | 65x47     | 밀양, 유천                                 |
| 2    | 조선지질도 2집 (1:50,000)  | "                         | 1924     | 64x46     | 연일, 구룡포, 조양, 감포                   |
| 3    | 조선지질도 3집 (1:50,000)  | "                         | 1925     | 33x46     | 하응봉, 길주, 사포동, 임명                 |
| 4    | 조선지질도 4집 (1:50,000)  | "                         | 1925     | 33x46     | 극동, 명천, 칠보산, 고참동                 |
| 5    | 조선지질도 5집 (1:50,000)  | "                         | 1925     | 64x47     | 진안, 전주                                 |
| 6    | 조선지질도 6집 (1:50,000)  | "                         | 1926     | 33x46     | 신흥, 고토수, 원평장, 오노리, 함흥, 서호진 |
| 7    | 조선지질도 7집 (1:50,000)  | "                         | 1927     | 64x47     | 청산, 영동                                 |
| 8    | 조선지질도 8집 (1:50,000)  | "                         | 1929     | 34x47     | 겸이포, 사리원, 재령                       |
| 9    | 조선지질도 9집 (1:50,000)  | "                         | 1929     | 62x46     | 해남, 우수영                               |
| 10   | 조선지질도 10집 (1:50,000) | "                         | 1929     | 61x45     | 경주, 영천, 대구, 왜관                     |
| 11   | 조선지질도 11집 (1:50,000) | "                         | 1930     | 65x47     | 완도, 노화도, 청산도, 태광도, 소안도       |
| 12   | 조선지질도 12집 (1:50,000) | "                         | 1931     | 34x47     | 동창, 은산, 별창리, 성천                   |
| 13   | 조선지질도 13집 (1:50,000) | "                         | 1931     | 62x45     | 청양, 대천리, 부여, 남포                   |
| 14   | 조선지질도 14집 (1:50,000) | "                         | 1932     | 34x47     | 재덕, 신복장, 고보, 올족리                 |
| 15   | 조선지질도 15집 (1:50,000) | "                         | 1933     | 32x47     | 북진, 우현진                               |
| 16   | 조선지질도 16집 (1:50,000) | "                         | 1933     | 32x47     | 연진, 청진                                 |
| 17   | 조선지질도 17집 (1:50,000) | "                         | 1936     | 32x47     | 청성진, 천마동, 영산시                     |
| 18   | 조선지질도 18집 (1:50,000) | "                         | 1937     | 32x47     | 영해, 영덕                                 |
| 19   | 조선지질도 19집 (1:50,000) | "                         | 1938     | 32x47     | 어평리, 고성리, 직동, 상동리               |

## 같이 보기
- 한국지질자원연구원
- 대한지질도
- 지질도

## 참고 문헌
- 조선지질도 - 국가유산청 국가유산포털